# Bystrinskij Golec
Il Bystrinskij Golec (in russo Быстринский Голец?) è il picco più alto (2 519 m) della catena dei monti Čikokonskij sull'altopiano Chėntėj-Daur. Si trova nel Krasnočikojskij rajon del territorio della Transbajkalia. Il nome della montagna è dovuto al fatto che dalle sue pendici scorre il fiume Bystraja (affluente destro del fiume Burkal, tributario della Menza).
La montagna è la vetta più alta di tutto l'altopiano Chėntėj-Daur ed è compresa nel Parco nazionale del Čikoj. I fiumi che scorrono giù dalla montagna hanno rapide e ci sono cascate. Alcuni laghi si sono formati nelle valli arginate dalle morene. I fondi delle valli dei grandi fiumi, fino a un'altitudine di 1 400 m, sono occupati da prati, boschi di betulle e paludi. Le steppe si elevano lungo i ripidi pendii meridionali fino a un'altezza di 1 600 m. In alcuni punti, a partire dai 1 400 m, inizia il bosco prealpino con pini nani siberiani. Il pino siberiano si trova a partire da un'altitudine di 1 350 m; a questa quota vi sono le prime tracce dello zibellino. La taiga di montagna si estende fino a un'altitudine di 1 700–1 800 m, sopra i 1 900–2 000 m dominano i gol'cy (гольцы) (picchi rocciosi nudi, circondati da pietrisco).